# Savo Jovanović
Savo Jovanović, en serbe cyrillique Саво Јовановић, surnommé Sirogojno (né le 21 avril 1926 à Trnava - mort en mai 1944), était un Partisan communiste. La république fédérative socialiste de Yougoslavie en a fait un héros national.

## Biographie
Savo Jovanović est né le 21 avril 1926 au village de Trnava, dans les monts Zlatibor, dans une famille de travailleurs agricoles. Il termina ses études primaires au village de Sirogojno et, enfant, il garda les troupeaux dans les montagnes du massif. En 1940, il s'installa à Užice pour y chercher du travail et il fut employé dans une boulangerie où il était surnommé Sirogojno ; il entretenait de mauvais rapports avec son patron et il quitta la boulangerie du jour au lendemain, exerçant divers petits métiers, devenant à l'occasion cireur de chaussures ou porteur et dormant à l'aventure dans des wagons ou autres lieux de fortune. 
La guerre marqua un tournant dans sa vie. En avril 1941, les puissances de l'Axe envahirent le royaume de Yougoslavie et la ville d'Užice fut occupée par les nazis. Il assista également à la libération de la ville par les Partisans communistes de Tito le 24 septembre 1941 et à l'installation de l'éphémère république d’Užice. C'est ainsi que, âgé de quinze ans, il rejoignit les Partisans. Il participa aux combats de l'hiver 1941-1942 et entra dans la Deuxième brigade prolétarienne (en serbe : Druga proleterska brigada). Jusqu'à la fin de 1942, Savo Jovanović s'y illustra en tant que poseur de bombes. Ses succès dans cette activité lui valurent de devenir un des chefs de la Deuxième brigade et, en 1943, malgré son jeune âge, il fut accepté dans la Ligue des communistes de Yougoslavie.
Savo Jovanović Sirogojno fut tué début mai 1944, alors que la Deuxième division prolétarienne effectuait une percée en Serbie.
Le 24 juin 1953, Savo Jovanović a été proclamé héros national de la république fédérative socialiste de Yougoslavie.